# Velika nagrada Evrope za zborovsko petje
Velika nagrada Evropa za zborovsko petje (francosko, Grand Prix European de Chant Choral, angleško, European Grand Prix for Choral Singing, največkrat okrajšano kot European Choral Grand Prix ali GPE) je letno zborovsko tekmovanje med zmagovalci šestih Evropskih tekmovanj. Tekmovanja so bila slovesno odprta leta 1988 v Arezzu (Italija), Debrecenu (Madžarska), Toursu (Francija) in Gorici (Italija). Naslednjo leto, 1989, se jim je pridružila še Varna (Bolgarija), leta 1990 pa Tolosa (Španija). Leta 2008 je iz tekmovanja izstopila Gorica, nadomestil pa jo je Maribor.
Tekmovanje kljub imenu ni omejeno na evropske zbore; katerikoli zbor se lahko prijavi na tekmovanje v vseh mestih, ki so gostiteljice tekmovanja. Do leta 2007 so na tekmovanju zmagali en zbor iz Japonske in dva zbora iz ZDA, zbor iz Filipinov je zmagal celo dvakrat. Še več, tekmovanje ni omejeno samo na odrasle zbore; dvakrat sta zmagala otroška pevska zbora.
Edini moški zbor, ki je kadarkoli zmagal in se uvrstil v finale tega tekmovanja, je Vokalna akademija Ljubljana.
V letu 2007 so Veliko nagrado Evrope drugič osvojili Philippine Madrigal Singers, ki so prvi zbor, ki je zmagal na tem tekmovanju dvakrat. Leta 2008 je to uspelo še Akademskemu pevskemu zboru Tone Tomšič Univerze v Ljubljani in leta 2015 še University of Utah singers. 
Edini dirigent, ki mu je uspelo osvojiti Veliko nagrado Evrope kar dvakrat, je Stojan Kuret (2002, 2010).

## Organizacijski komite in mesta, kjer potekajo tekmovanja
GPE organizira organizacijski komite sledečih pevskih tekmovanj iz katerih so izbrani finalisti:
1. Concorso Polifónico Guido d'Arezzo (International Guido d'Arezzo Polyphonic Contest) - Arezzo, pokrajina Arezzo, Italija
2. Bela Bartok mednarodno tekmovanje - Debrecen, okrožje Hajdú-Bihar, Madžarska
3. Concurso Coral de Tolosa (Zborovsko tekmovanje Tolosa ) - Tolosa, Baskija, Španija
4. Florilège Vocal de Tours (Zborovsko tekmovanje v Toursu) - Tours, Indre-et-Loire, Francija
5. International May Choir Competition «Prof. G. Dimitrov» - Varna, okraj Varna, Bolgarija
6. Mednarodno tekmovanje Maribor - Maribor, Mestna občina Maribor, Slovenija (od leta 2009)

Vsako posamezno tekmovanje se navadno nanaša na mesto, ki tekmovanje gosti. Zmagovalci teh tekmovanj so avtomatsko uvrščeni na GPE.
Gostovanje letnega GPE tekmovanja kroži med šestimi mesti. V letu
2007 je tekmovanje za Veliko nagrado Evrope potekalo v Arezzu, leta 2008 pa v Debrecenu. Naslednje tekmovanje pa bo prvič potekalo v Mariboru, in sicer 22. aprila 2012.

## Pravila

### Kvalifikacije za tekmovanje
Kot zgoraj omenjeno se tekmovanja lahko udeleži samo šest zmagovalcev tekmovanj prejšnjega leta. Z drugimi besedami, če zbor zmaga na tekmovanju v katerem koli od šestih mest, se lahko poteguje za GPE, ki poteka naslednje leto. To tudi pomeni, da za razliko od drugih pevskih tekmovanj GPE ne vabi zborov na tekmovanje. Noben zbor se ne more direktno prijaviti na tekmovanje. Če kateri od zmagovalcev mest odstopi od tekmovanja lahko ga lahko zamenja drug zbor; za kazen pa zbor naslednje leto ne sme tekmovati v teh šestih mestih za GPE.
Zbor ne more zmagati v več kot enem mestu v enem letu. Na primer, če je zbor dobitnik nagrade v Arezzu, je avtomatsko diskvalificiran iz tekmovanja v preostalih petih mestih v istem letu. 
Ni posebnih pravil, da finalist ali zmagovalec ne bi smel večkrat nastopati na GPE ali celo večkrat zmagati. Primer za to so Philippine Madrigal Singers (zmagovalci GPE 1997), ki so zmagali tudi leta 2006 Florilège Vocal de Tours, so zmagali na GPE 2007 v Arezzu, Italija. Prav tako Akademski pevski zbor Tone Tomšič (2002 in 2008) in University of Utah chamber choir (prej University of Utah singers).

### Repertoar in članstvo v zboru
Vsak zbor mora peti v enaki zasedbi/kategoriji kot na omenjenih tekmovanjih. Zbore se spodbuja, da izvajajo pesmi iz različnih obdobij in dela različnih skladateljev. Spremljava z instrumenti je dovoljena do skupne dolžine 10 minut (s katerimkoli instrumentom). Mesto, ki gosti tekmovanje, določi maksimalno dolžino nastopa vsakega finalista.
Vsak zbor mora imeti tudi isto število članov zbora ({\displaystyle +-}10 % od prvotnega števila. Zbor ima lahko najmanj 12 in največ 60 članov, ne glede na število glasov ali skupin ; to je zato, ker se primernost zborov iz vseh šestih tekmovanj razlikuje. Prav zato lahko med sabo tekmujejo mešani pevski zbori proti ženskim in moškim ter otroškim pevskim zborom. Zato lahko na tekmovanju tekmujejo tudi otroški zbori (in celo zmagajo kot leta 2000 in 2001).

### Zmagovalec GPE
Zmagovalec GPE je nagrajen z diplomo, pokalom (trofejo) in dodatno finančno nagrado do 4.000€ (običajno podeljen znesek), ki jo določi gostujoče mesto.
GPE zmagovalec ne sme dve leti tekmovati na katerem koli izmed šestih mednarodnih pevskih tekmovanj, ki so v združenju za Veliko nagrado Evrope

## Seznam zmagovalcev
Seznam tekmovalcev za GPE 
| Year | Host     | Choir                                     | Director/Conductor                   | City of Origin | Country of Origin |
| ---- | -------- | ----------------------------------------- | ------------------------------------ | -------------- | ----------------- |
| 1989 | Arezzo   | Kammerkoret                               | Poul Emborg and Fleming Windekilde   | København      | Danska            |
| 1990 | Debrecen | (preloženo)                               | NA                                   | NA             | NA                |
| 1991 | Tours    | Chamber Choir of the Conservatoire        | Tadas Sumskas                        | Vilna          | Litva             |
| 1992 | Gorica   | St Jacobs Kammerchör                      | Gary Graden                          | Stockholm      | Švedska           |
| 1993 | Varna    | Jauna Muzika                              | Vaclovas Augustinas and Romas Skapas | Vilna          | Litva             |
| 1994 | Tolosa   | The Mats Nilsson Vocal Ensemble           | Mats Nilsson                         | Stockholm      | Švedska           |
| 1995 | Arezzo   | Kallos Choir                              | Fumiaki Kuriyama                     | Tokyo          | Japonska          |
| 1996 | Debrecen | Pro Musica Leanykar                       | Denes Szabo                          | Nyiregyhaza    | Madžarska         |
| 1997 | Tours    | Philippine Madrigal Singers               | Andrea Veneracion                    | Quezon City    | Filipini          |
| 1998 | Gorizia  | University of Mississippi Concert Singers | Jerry Jordan                         | Oxford, MS     | ZDA               |
| 1999 | Varna    | Lunds Vocal Ensemble                      | Ingemar Mansson                      | Lund           | Švedska           |
| 2000 | Tolosa   | Vesna Children Choir                      | Alexander Ponomariov                 | Moskva         | Rusija            |
| 2001 | Debrecen | Magnificat Children Choir                 | Valeria Szebelledi                   | Budimpešta     | Madžarska         |
| 2002 | Arezzo   | APZ Tone Tomšič Univerze v Ljubljani      | Stojan Kuret                         | Ljubljana      | Slovenija         |
| 2003 | Tours    | Ensemble Brevis                           | Gintautas Venislovas                 | Vilnius        | Litva             |
| 2004 | Gorizia  | Jauniesu Koris "Kamer..."                 | Maris Sirmais                        | Riga           | Latvija           |
| 2005 | Varna    | Allmånna Sangen                           | Cecilia Rydenger Ahlin               | Uppsala        | Švedska           |
| 2006 | Tolosa   | The University of Utah Singers            | Brady Allred                         | Salt Lake City | ZDA               |
| 2007 | Arezzo   | Philippine Madrigal Singers               | Mark Anthony Carpio                  | Quezon City    | Filipini          |
| 2008 | Debrecen | APZ Tone Tomšič Univerze v Ljubljani      | Urša Lah                             | Ljubljana      | Slovenija         |
| 2009 | Tours    | Coro Universitario de Mendoza             | Silvana Vallesi                      | Mendoza        | Argentina         |
| 2010 | Varna    | Vokalna akademija Ljubljana               | Stojan Kuret                         | Ljubljana      | Slovenija         |
| 2011 | Tolosa   | Svenska Kammarkören                       | Simon Phipps                         | Göteborg       | Švedska           |
| 2012 | Maribor  | Sofia Vocalensemble                       | Bengt Ollén                          | Stockholm      | Švedska           |
| 2013 | Arezzo   | Youth choir Kamēr…                        | Stojan Kuret                         | Riga           | Latvija           |
| 2014 | Debrecen | St. Jacobs Ungdomskör                     | Mikael Wedar                         | Stockholm      | Švedska           |
| 2015 | Tours    | University of Utah Chamber Choir          | Barlow Bradford                      | Salt Lake City | ZDA               |
| 2016 | Varna    | UT Insieme vocale-consonante              | Lorenzo Donati                       | Santa Firmina  | Italija           |
| 2017 | Tolosa   | Ponomarev Children’s Choir »Vesna«        | Nadezhda Averina                     | Moskva         | Rusija            |
| 2018 | Maribor  | The Resonanz Children’s Choir             | Avip Priatna                         | Jakarta        | Filipini          |

Spisek držav, katerih zbori so največkrat zmagali od leta 2008:
-  Švedska ima največ zmagovalcev (7).
-  Filipini,  Litva,  Slovenija in  ZDA imajo tri (3) zmagovalce.
-  Madžarska,  ZDA,  Latvija, Rusija imatjo po dva (2) zbora, ki sta zmagala na GPE.
-  Filipini,  ZDA in  Slovenija so zmagali dvakrat z istim zborom Philippine Madrigal Singers, APZ Tone Tomšič in University of Utah Chamber Choir (prej University of Utah singers).
-  Danska,  Japonska in   Argentina imajo po enega zmagovalca na GPE.